# 게이큐 구리하마선
구리하마선(일본어: 久里浜線、くりはません은 일본 가나가와현 요코스카시의 호리노우치역과 가나가와현 미우라시의 미사키구치역을 잇는 게이힌 급행 전철의 철도 노선이다.

## 운행 형태
게이큐 본선은 호리노우치역에서 갈라져 우라가역으로 향하지만, 대부분의 우등 열차는 구리하마 선으로 직결 운행하며, 사실상 구리하마 선이 본선인 것처럼 되어 있다. 현재는 모닝 윙을 제외하고는 종별에 관계 없이 모든 열차가 각역 정차한다.
보통 열차는 평일 아침 통근 시간대에만 운행되며, 게이큐 구리하마 이남으로 운행되는 보통 열차는 없다. 특급 열차는 9시 전과 21시 후에 운행되며, 9시~21시 사이에는 쾌특만 운행한다. 낮 동안의 쾌특 열차는 게이힌 급행 전철의 구간만을 운행하는 열차와 도쿄 도 교통국 지하철 아사쿠사 선 · 게이세이 전철 오시아게 선 방면으로 직결 운행하는 열차가 20분 간격으로 교대로 운행된다.

## 역사
- 1942년 12월 1일: 요코스카호리노우치 - (임시)구리하마 구간이 개통.
- 1943년 9월 21일: (임시)구리하마 - 구리하마 구간이 연장 개통.
- 1944년 4월 1일: 구리하마 역을 쇼난쿠리하마 역으로 명칭을 변경.
- 1948년 2월 1일: 메이진 역을 신오쓰 역으로, 쇼난 역을 쇼난이다 역으로 각각 명칭을 변경.
- 1954년 6월 15일: 요코스카호리노우치 ~ 쇼난이다 구간을 복선화.
- 1959년 3월 15일: 쇼난이다 ~ 쇼난쿠리하마 구간을 복선화.
- 1961년 9월 1일: 요코스카호리노우치 역을 호리노우치 역으로 명칭을 변경.
- 1963년 11월 1일:
  - 쇼난쿠리하마 ~ 노비 구간이 연장 개통.(단선)
  - 쇼난이다 역을 기타쿠리하마 역으로, 쇼난쿠리하마 역을 게이힌 구리하마 역으로 각각 명칭을 변경.
- 1966년 3월 27일: 노비 ~ 쓰쿠이하마 구간이 연장 개통. (단선)
- 1966년 7월 7일: 쓰쿠이하마 ~ 미우라 해안 구간이 연장 개통.
- 1975년 4월 26일: 미우라 해안 ~ 미사키구치 구간이 연장 개통.
- 1980년 6월 27일: 게이힌 나가사와 ~ 쓰쿠이하마 구간을 복선화.
- 1987년 6월 1일: 게이힌 구리하마 역을 게이큐 구리하마 역으로, 게이힌 나가사와 역을 게이큐 나가사와 역으로 각각 명칭을 변경.
- 1998년 4월 1일: 노비역을 YRP 노비역으로 명칭을 변경.

## 차량
- 600형
- 신1000형
- 1500형
- 2100형
- 도영 5500형
- 도영 5300형
- 게이세이 3050형
- 게이세이 3100형

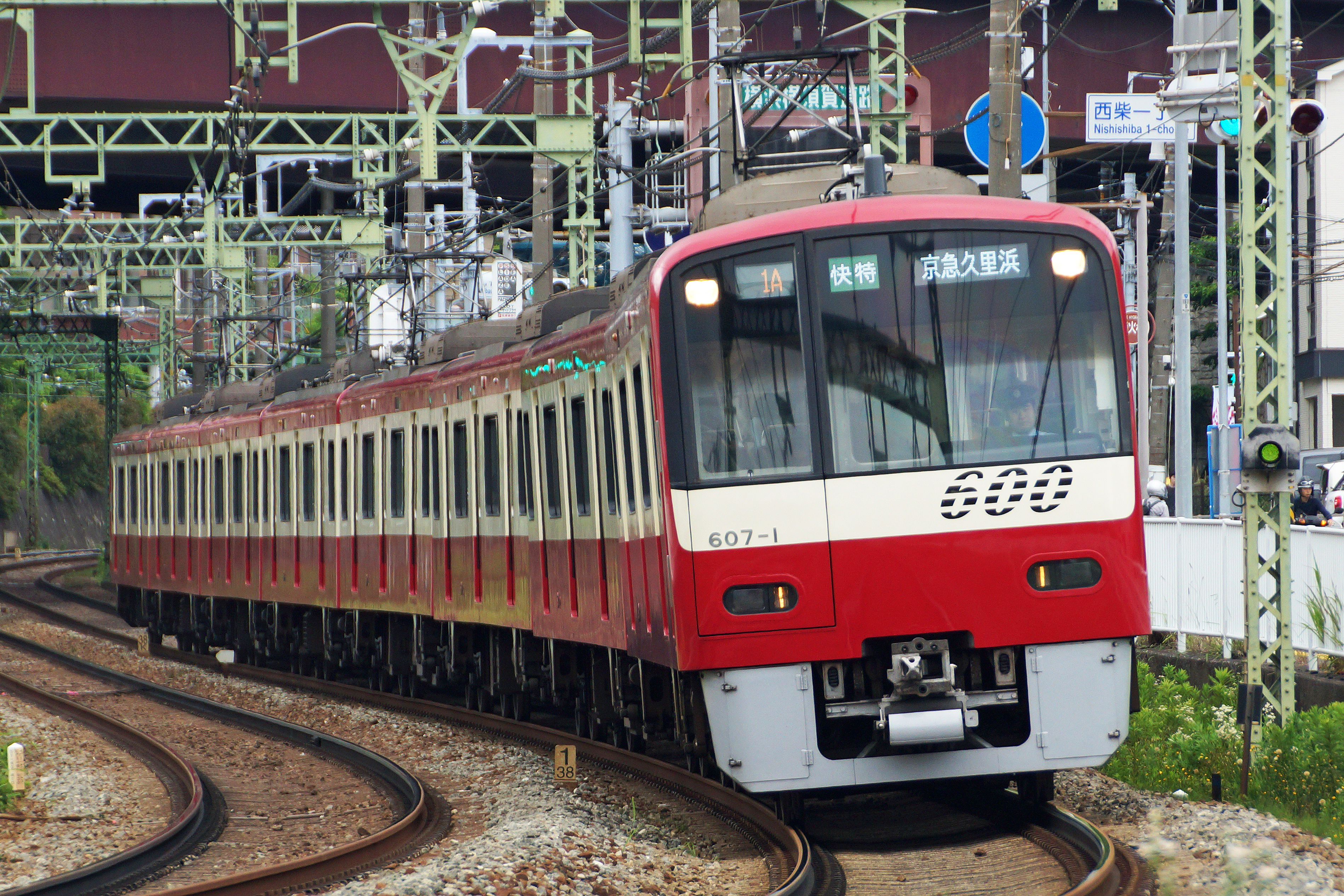
게이힌 급행 전철 600형
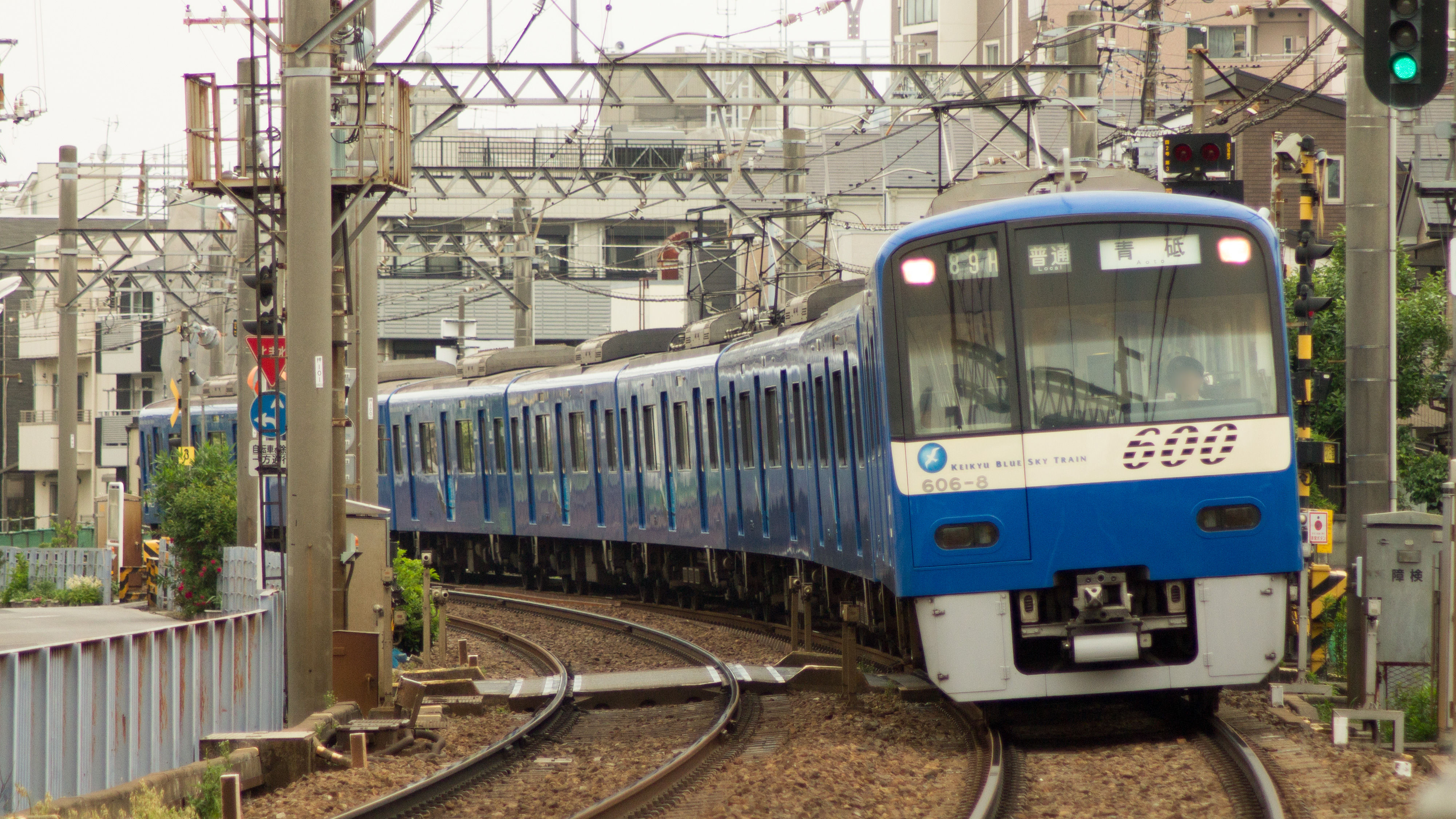
게이힌 급행 전철 600형(게이큐 블루스카이 트레인)
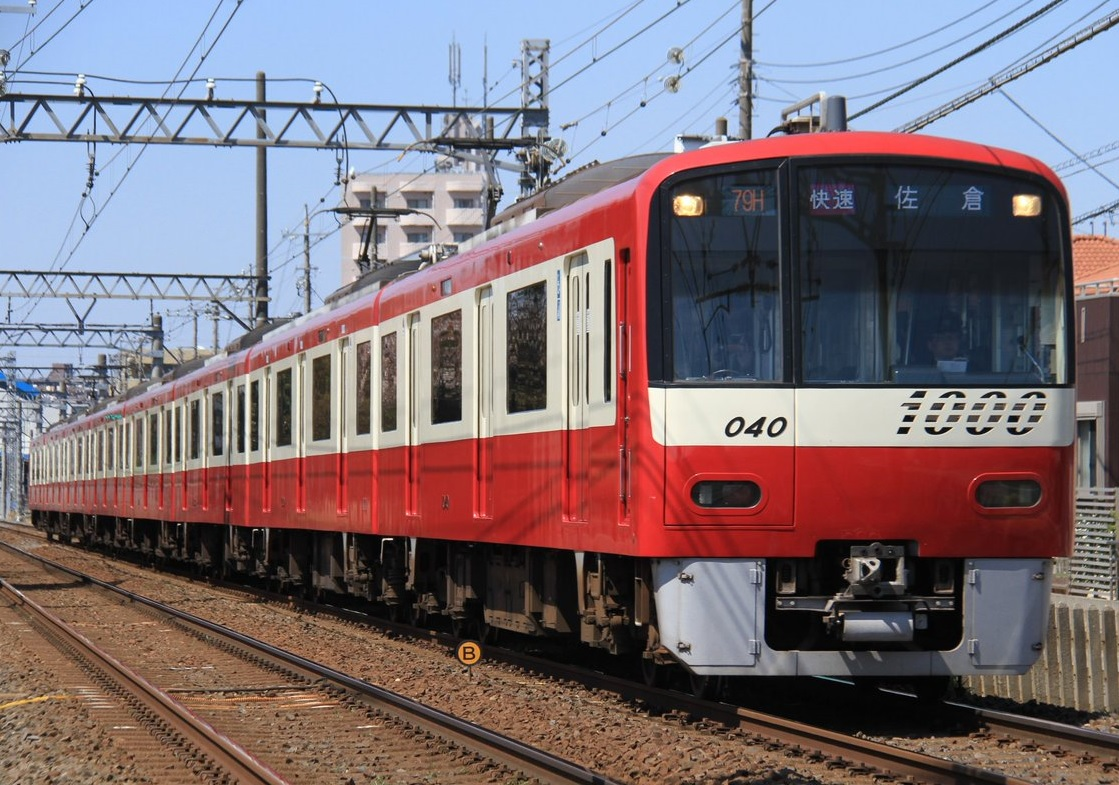
신1000형
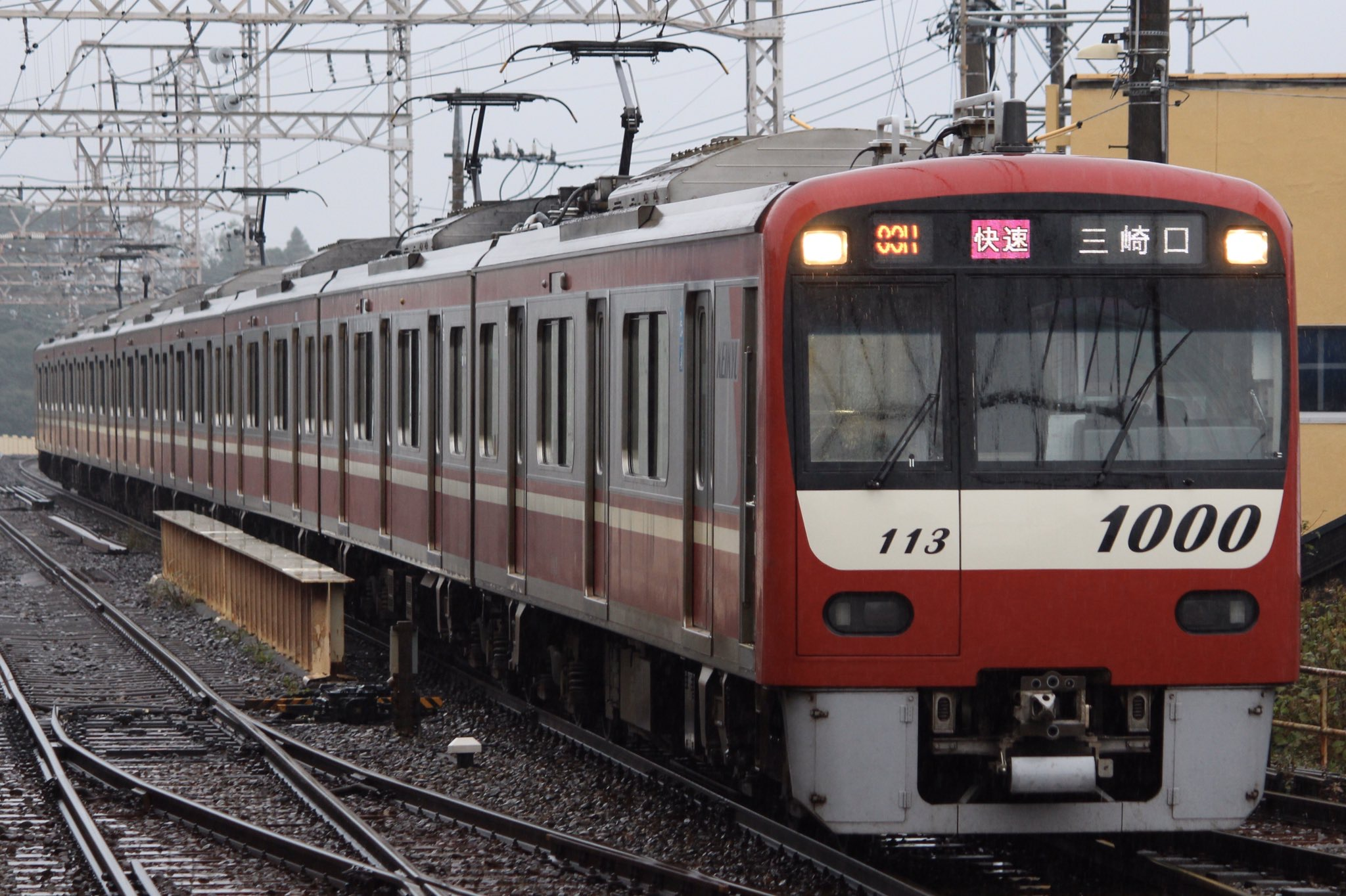
신1000형
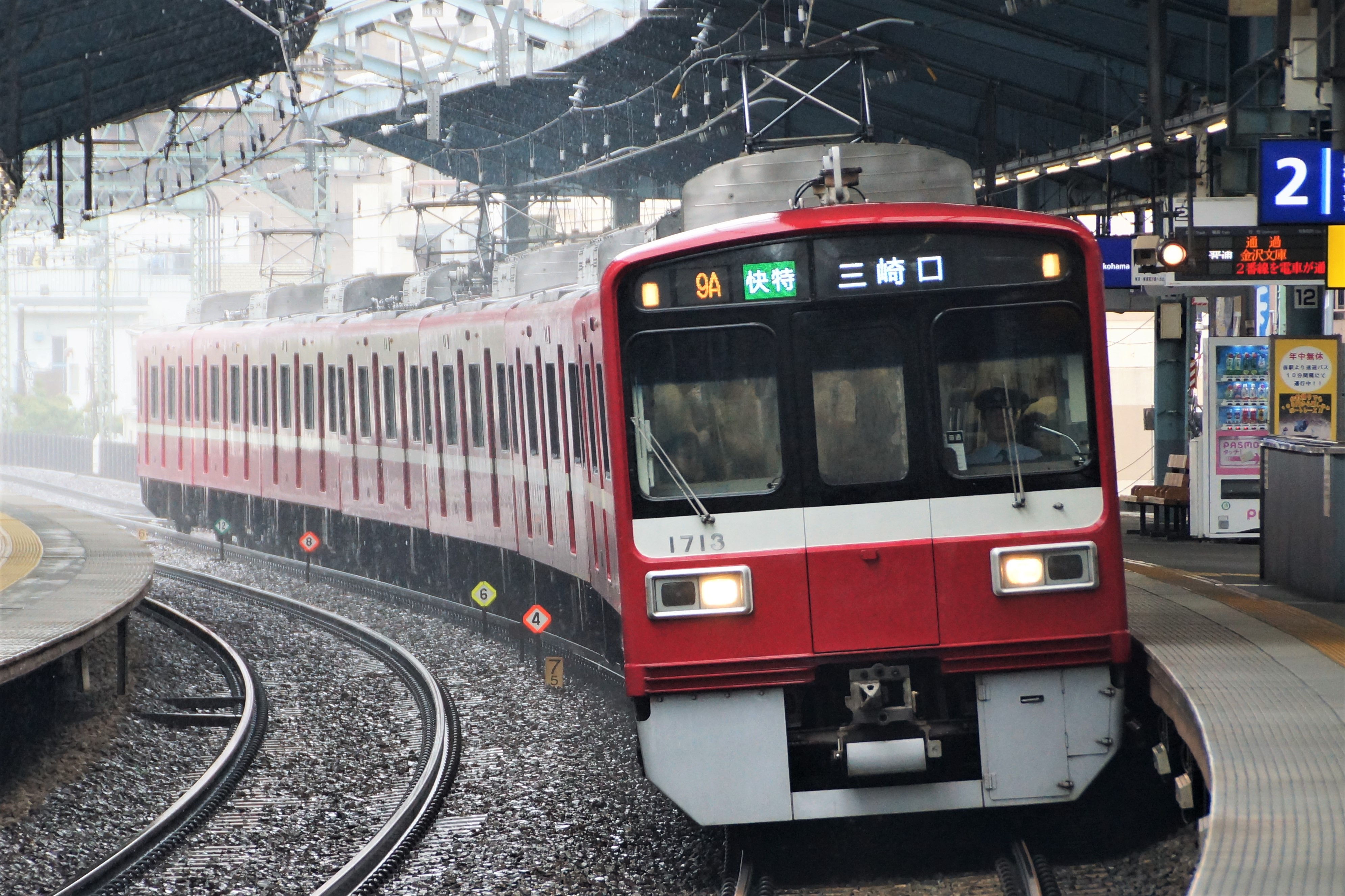
1500형
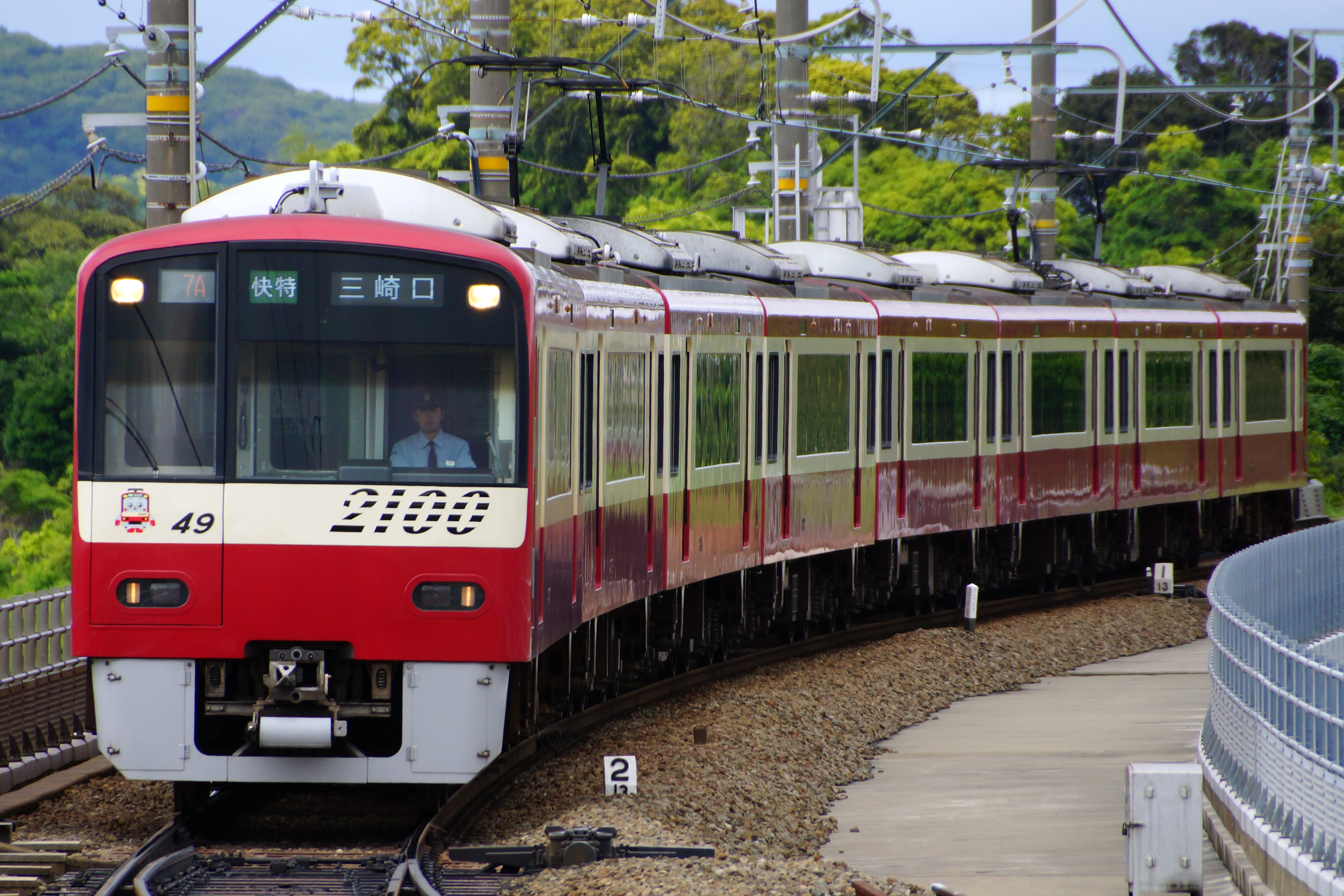
2100형
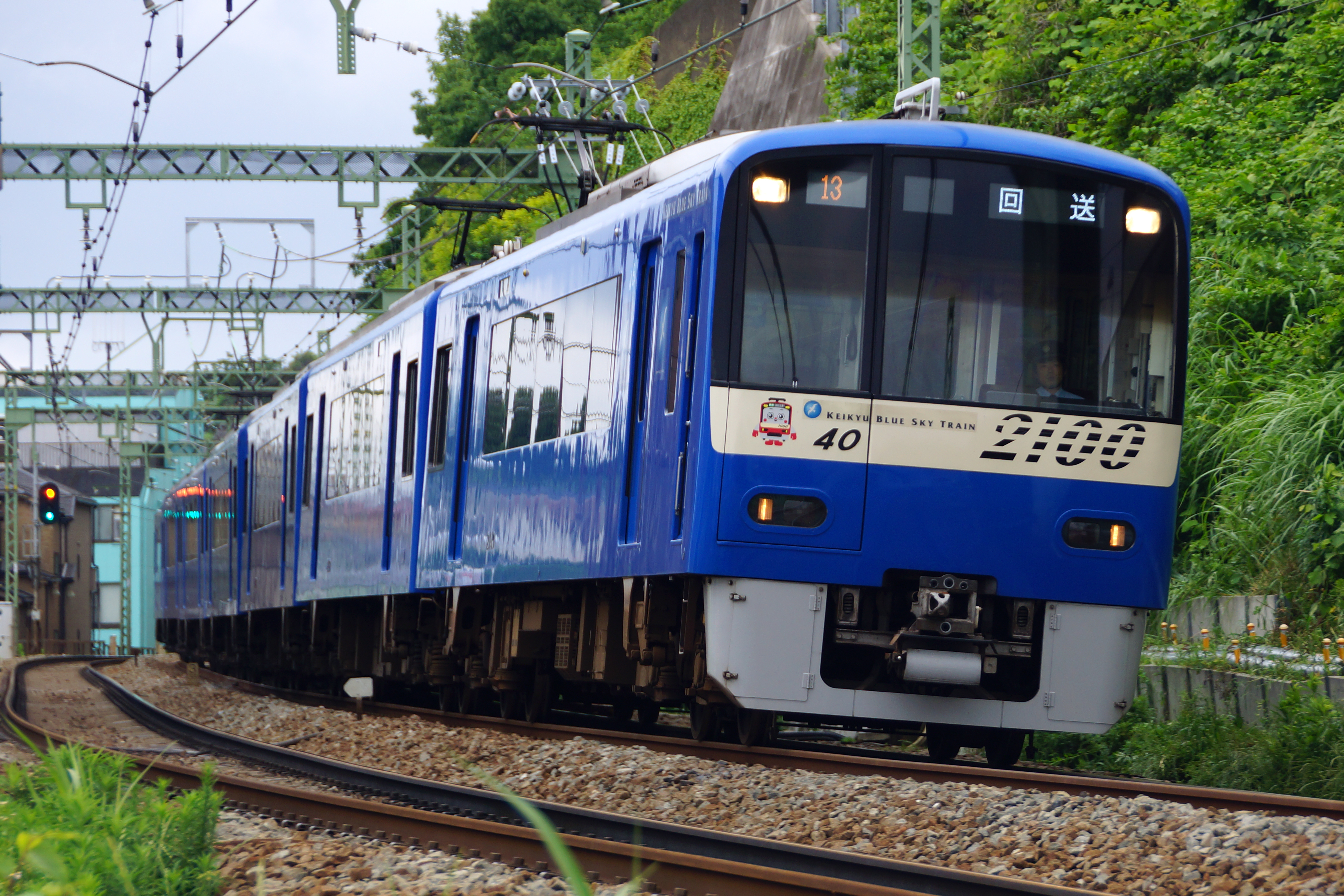
2100형(게이큐 블루스카이 트레인)
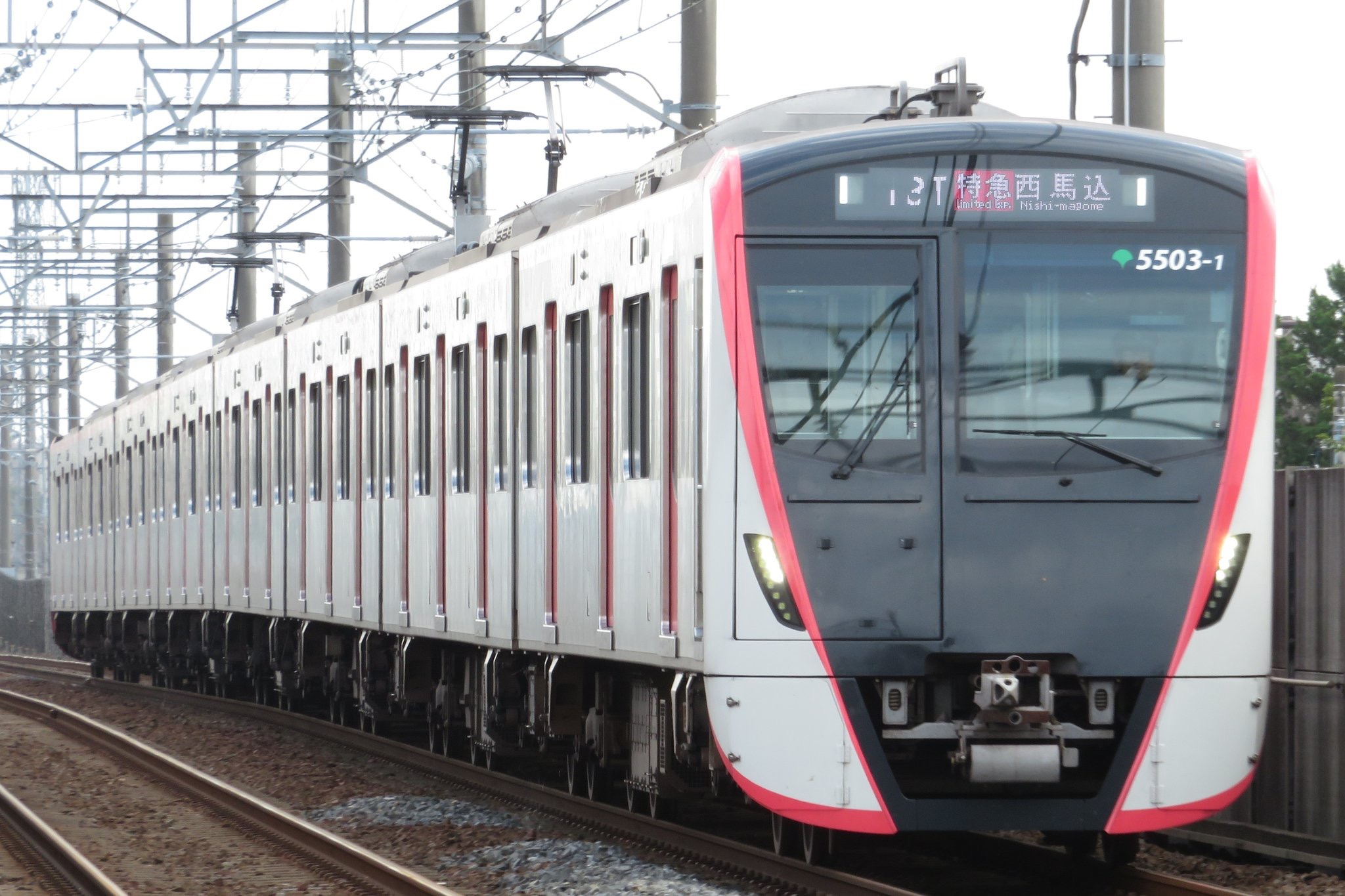
도영 5500형
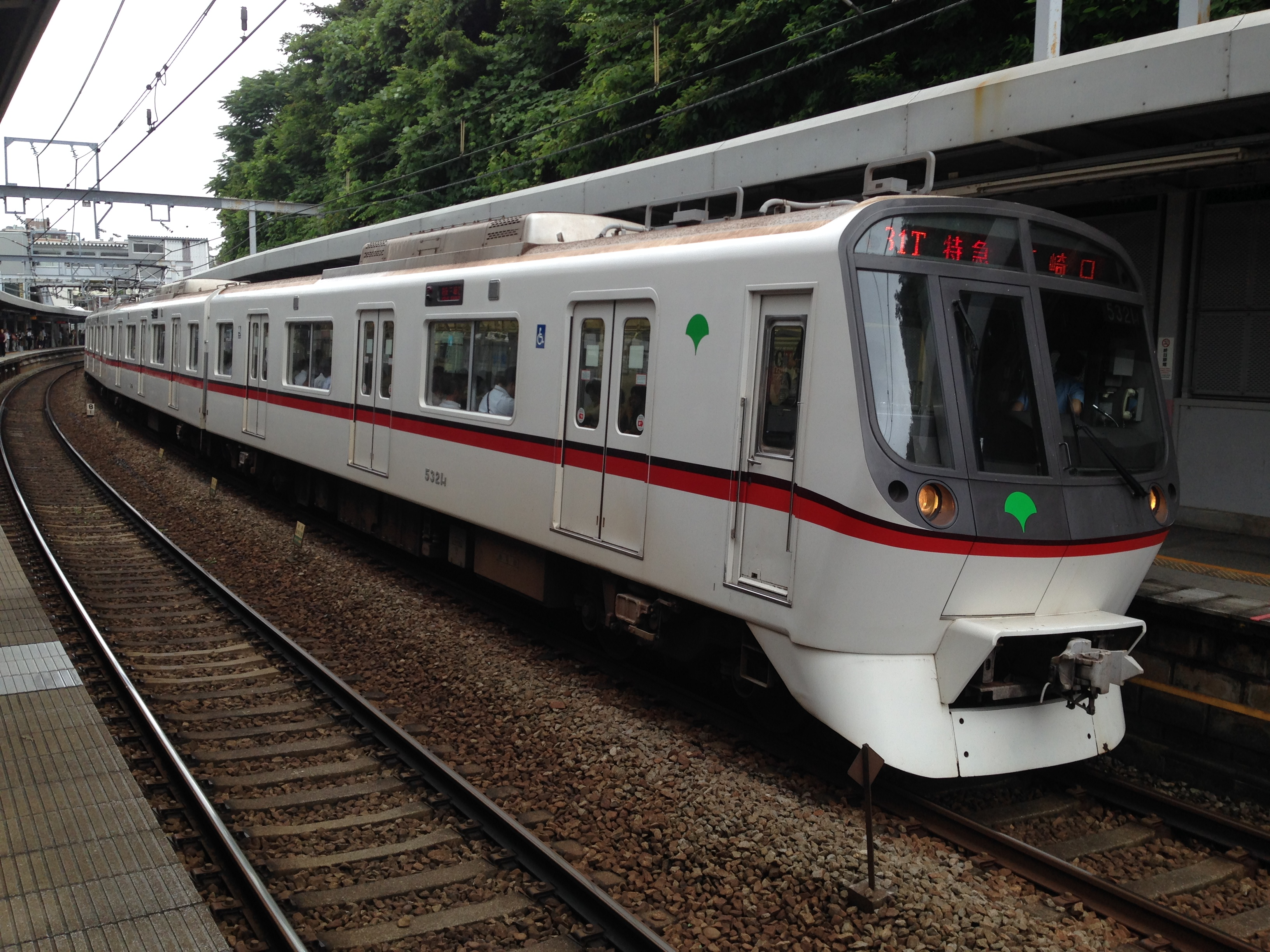
도영 5300형태에 의한 특급 (기타쿠리하마 역)
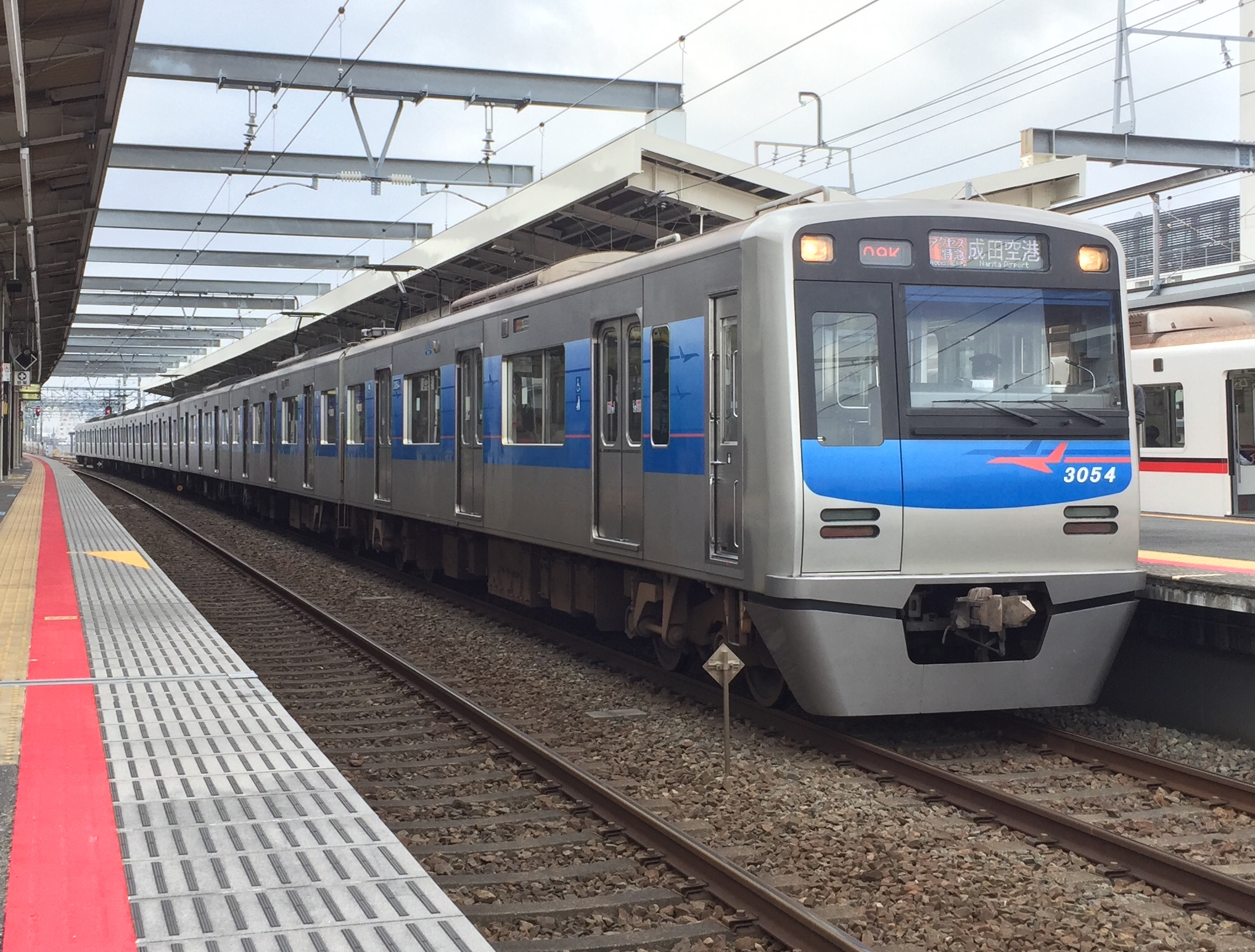
게이세이 3050형
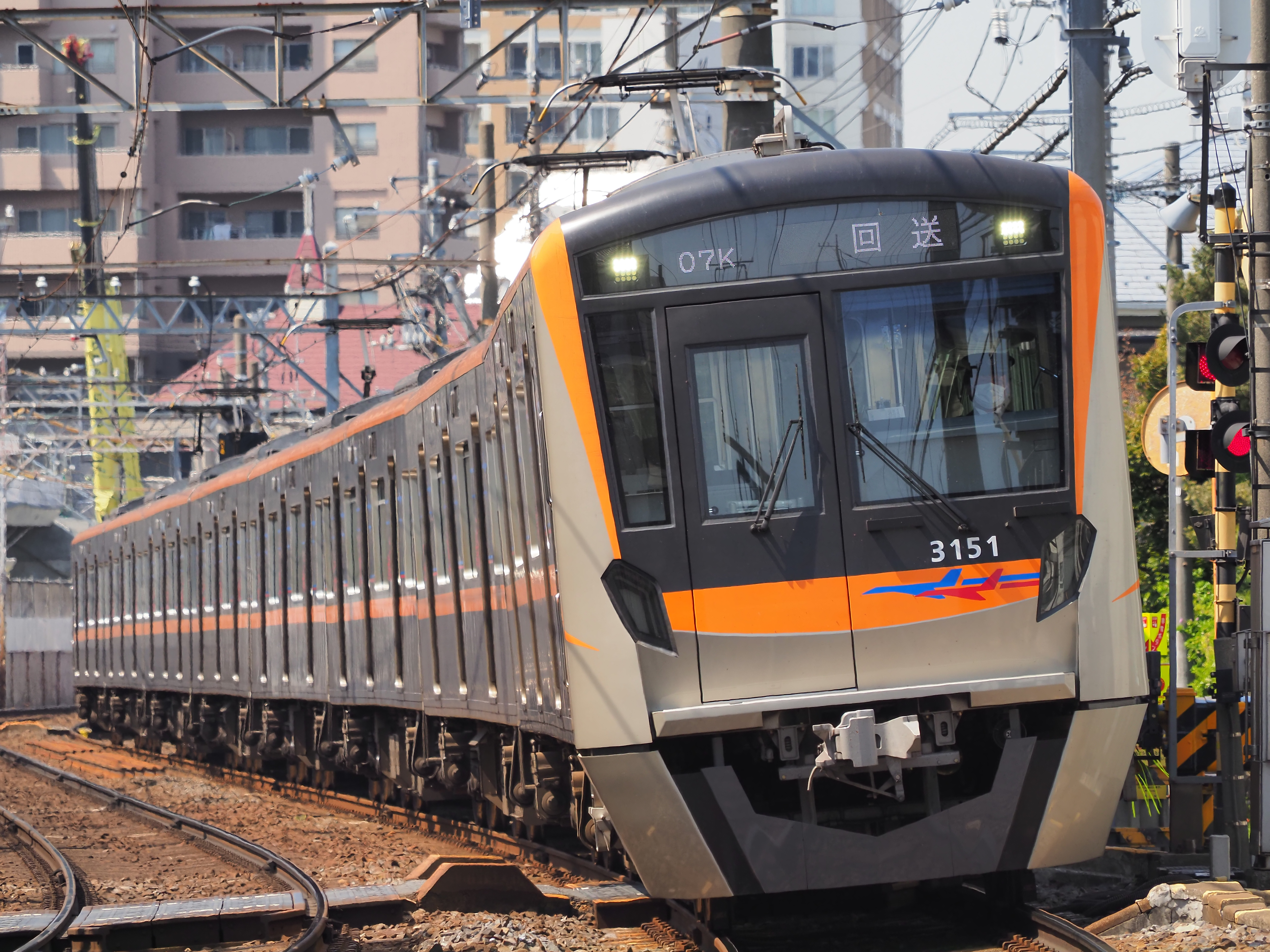
게이세이 3100형

## 역 목록
| 역 번호 | 역명            | 일어 역명  | 보 통 | 특 급 | 쾌 특 | W | M   | 접속 노선                       | 역간 거리 | 누적 거리 | 소재지         | 소재지     |
| ------- | --------------- | ---------- | ----- | ----- | ----- | - | --- | ------------------------------- | --------- | --------- | -------------- | ---------- |
| KK 61   | 호리노우치      | 堀ノ内     | ●     | ●     | ●     | ▼ | ↑   | 본선 (KK 61, 직결 운행)         |           | 0.0       | 가 나 가 와 현 | 요코스카시 |
| KK 65   | 신오쓰          | 新大津     | ●     | ●     | ●     | ▼ | ↑   |                                 | 0.8       | 0.8       | 가 나 가 와 현 | 요코스카시 |
| KK 66   | 기타쿠리하마    | 北久里浜   | ●     | ●     | ●     | ▼ | ↑   | 0.9                             | 1.7       |           | 가 나 가 와 현 | 요코스카시 |
| KK 67   | 게이큐 구리하마 | 京急久里浜 | ●     | ●     | ●     | ▼ | ↑   | 요코스카 선 (구리하마역, JO 01) | 2.8       | 4.5       | 가 나 가 와 현 | 요코스카시 |
| KK 68   | YRP 노비        | YRP野比    |       | ●     | ●     | ▼ | ↑   |                                 | 2.7       | 7.2       | 가 나 가 와 현 | 요코스카시 |
| KK 69   | 게이큐 나가사와 | 京急長沢   | ●     | ●     | ▼     | ↑ | 1.3 | 8.5                             |           |           | 가 나 가 와 현 | 요코스카시 |
| KK 70   | 쓰쿠이하마      | 津久井浜   | ●     | ●     | ▼     | ↑ | 1.2 | 9.7                             |           |           | 가 나 가 와 현 | 요코스카시 |
| KK 71   | 미우라카이간    | 三浦海岸   | ●     | ●     | ▼     | ▲ | 1.5 | 11.2                            | 미우라시  |           | 가 나 가 와 현 |            |
| KK 72   | 미사키구치      | 三崎口     | ●     | ●     | ▼     |   | 2.2 | 13.4                            | 미우라시  |           | 가 나 가 와 현 |            |

- 보통 : 보통 정차역
- 특급 : 특급 정차역
- 쾌특 : 쾌특(쾌속특급) 정차역
- W : 게이큐 윙 정차역
- M : 모닝 윙 정차역
- 보통, 특급, 쾌특, 게이큐 윙 열차는 전 역에 정차한다. 단, 보통 열차는 호리노우치 - 게이큐 구리하마 구간에서만 운행한다.
- 게이큐 구리하마 - 게이큐 나가사와, 미우라카이간 - 미사키구치 구간은 단선으로 운행한다.